# 里亚博沃农村居民点
里亚博沃农村居民点（俄语：Рябовское сельское поселение）是俄罗斯联邦伊万诺沃州卢赫区所属的一个农村居民点。其下辖有21个居民点，行政中心为里亚博沃。据2016年统计，该农村居民点的人口为981人。